# Joseph Gabriel Monnier de Courtois
Pour les articles homonymes, voir Monnier et Courtois.
Joseph Gabriel Monnier de Courtois, né le 29 mars 1745 à Bourg-en-Bresse (Ain), mort le 30 janvier 1818 à Bourg-en-Bresse (Ain), est un militaire français de la Révolution et de l’Empire

## Famille
Il est le fils de Jean Joseph Monnier, conseiller du Tiers-État de la province de Bresse, et de Jeanne Marie Périer; il est le neveu de Louis François Joseph Périer (1728-1787), lieutenant général au présidial de Bourg-en-Bresse et subdélégué de l'intendance de Bourgogne en Bresse (parrain de Joseph Frédéric).
En 1782, il est capitaine de génie et épouse Agnès Marie Anne Joseph Goblet, originaire de Bouchain où naît leur premier enfant, Joseph Frédéric.

## États de service
Il entre comme élève lieutenant à l’école du génie de Mézières le 1er janvier 1768, et il en sort le 1er janvier 1770, avec le grade de lieutenant en premier. Il reçoit son brevet de capitaine le 1er janvier 1777.
Le 2 mai 1784, il s’embarque pour Constantinople, avec une mission du gouvernement.
Rentré en France le 24 mars 1788, il est fait chevalier de Saint-Louis, et il fait les campagnes de 1792 et 1793, aux armées du Centre et du Nord. Il assiste aux sièges de Namur en novembre et décembre 1792 et de Maastricht en février 1793. Voulant témoigner sa satisfaction au capitaine Monnier, le général Custine, le nomme adjudant-général le 31 mai 1793, et il lui confie le commandement en chef du génie de l’armée du Nord. Cette nomination, n’est pas confirmée par le ministre de la guerre Bouchotte.
Il est arrêté et emprisonné le 10 août 1793, par les représentants du peuple Billaud-Varennes et Niou, qui adressent tous ses papiers au Comité de salut public. Remis en liberté peu de temps après, il est nommé chef de bataillon le 17 décembre 1793, et envoyé de nouveau à Constantinople, comme instructeur du génie.
De retour en France le 30 mars 1797, après avoir accompli sa mission à la satisfaction des membres du Directoire exécutif et du ministre de la guerre, il est promu chef de brigade le 16 juillet 1797. Muté à Nice, pour être employé comme directeur du génie, il reçoit le 24 novembre 1801, des lettres de service lui conférant le titre de directeur des fortifications de cette place. Il est fait chevalier de la Légion d’honneur le 11 décembre 1803, et officier de l’ordre le 14 juin 1804
Membre du collège électoral du département de l’Ain, il est admis à la retraite le 23 janvier 1806, et il se retire à Bourg-en-Bresse. Il est créé chevalier de l’Empire le 28 janvier 1809.
Il meurt le 30 janvier 1818, dans sa résidence de Bourg-en-Bresse.

## Armoiries
| Armoiries | Nom du chevalier et blasonnement |
| --------- | --- |
|           | Chevalier Joseph Gabriel Monnier de Courtois et de l'Empire, lettres patentes du 28 janvier 1809 De sable, à l'épée haute en barre, d'argent, montée d'or, accompagnée en chef à dextre d'un casque d'or, et en pointe à sénestre d'une bombe du même, bordure de gueules au signe des chevaliers occupant le tiers de l'écu. Livrées : les couleurs de l'écu. |

## Sources
- A. Lievyns, Jean Maurice Verdot, Pierre Bégat, Fastes de la Légion-d'honneur, biographie de tous les décorés accompagnée de l'histoire législative et réglementaire de l'ordre, Tome 3, Bureau de l’administration, 1844, 529 p. (lire en ligne), p. 354.
- Léon Hennet, Etat militaire de France pour l’année 1793, Siège de la société, Paris, 1903, p. 313.
- Vicomte Révérend, Armorial du premier empire, tome 3, Honoré Champion, libraire, Paris, 1897, p. 260.
- « La noblesse d’Empire » (consulté le 12 mai 2016)
- Daniel Tollet, Guerres et paix en Europe centrale aux époques moderne et contemporaine, presse de l’université de Paris-Sorbonne, 2003, p. 324.